# Claude Deschamps (acteur)
Pour les articles homonymes, voir Claude Deschamps, Deschamps et Villiers.
Claude Deschamps, sieur de Villiers (vers 1600 - 23 mai 1681 à Chartres), est un acteur et auteur dramatique français.

## Biographie
Spécialisé dans les rôles de valet, il sera membre de la troupe du Marais puis de celle de l'Hôtel de Bourgogne.
Il est l'auteur en 1659 du Festin de pierre ou le Fils criminel, une tragi-comédie connue pour être l'une des sources du Dom Juan ou le Festin de Pierre de Molière, et de quatre comédies burlesques : L'Apothicaire dévalisé (1658), Les Ramoneurs (1662), Les Coteaux ou le Marquis friand (1665) et Les Trois Visages (s.d.).